# Jonathan Rodríguez
Jonathan Javier Rodríguez Portillo (Florida, 6 luglio 1993) è un calciatore uruguaiano, attaccante dei Portland Timbers e della nazionale uruguaiana.

## Caratteristiche tecniche
Può giocare come esterno destro nel 4-4-2 oppure come seconda punta.

## Carriera

### Club
Cresciuto nel Florida (squadra della sua città) prima e nel Peñarol poi, esordisce con la prima squadra del Peñarol nel doppio confronto del primo turno preliminare della Coppa Sudamericana 2013 contro il Cobreloa, entrando dalla panchina in ambedue le partite disputate il 2 e 9 agosto 2013 (0-0 all'andata, 0-2 al ritorno). Il 17 agosto seguente debutta in campionato, da subentrante, in Peñarol-River Plate (2-4). La prima partita da titolare la disputa il 15 settembre: Racing Montevideo-Peñarol (2-3). Il 3 novembre segna la prima rete in carriera nel 5-0 contro il Miramar Misiones. Il 24 novembre successivo realizza invece la prima doppietta nella partita vinta per 3-2 in trasferta contro il Nacional Montevideo. Il 12 febbraio 2014 debutta in Coppa Libertadores, entrando al 59' della partita Deportivo Anzoátegui-Peñarol (1-1) valida per la fase a gironi e realizzando al 79' l'assist per il gol del pareggio di Marcelo Zalayeta. Il 19 marzo 2014 segna la prima rete in Coppa Libertadores, decisiva per la vittoria per 2-1 sull'Arsenal de Sarandí, all'esordio da titolare in tale competizione.
Il 22 marzo 2024 viene acquistato dai Portland Timbers.

## Statistiche

### Presenze e reti nei club
Statistiche aggiornate all'11 aprile 2015.
| Stagione             | Squadra                | Campionato           | Campionato | Campionato | Coppe nazionali | Coppe nazionali | Coppe nazionali | Coppe continentali | Coppe continentali | Coppe continentali | Altre coppe | Altre coppe | Altre coppe | Totale | Totale |
| Stagione             | Squadra                | Comp                 | Pres       | Reti       | Comp            | Pres            | Reti            | Comp               | Pres               | Reti               | Comp        | Pres        | Reti        | Pres   | Reti   |
| -------------------- | ---------------------- | -------------------- | ---------- | ---------- | --------------- | --------------- | --------------- | ------------------ | ------------------ | ------------------ | ----------- | ----------- | ----------- | ------ | ------ |
| 2013-2014            | Peñarol                | PD                   | 30         | 14         | -               | -               | -               | CS+CL              | 2+5                | 0+1                | -           | -           | -           | 37     | 15     |
| 2014-gen. 2015       | Peñarol                | PD                   | 11         | 4          | -               | -               | -               | CS                 | 4                  | 3                  | -           | -           | -           | 15     | 7      |
| Totale Peñarol       | Totale Peñarol         | Totale Peñarol       | 44         | 18         |                 | -               | -               |                    | 11                 | 4                  |             |             |             | 55     | 22     |
| gen-giu. 2015        | Benfica                | PL                   | 1          | 0          | CP+CdL          | 0+0             | 0+0             | UEL                | 0                  | 0                  | SP          | -           | -           | 1      | 0      |
| 2015-2016            | Deportivo de La Coruña | PD                   | 13         | 0          | CR              | 3               | 0               | -                  | -                  | -                  | -           | -           | -           | 16     | 0      |
| 2016-2017            | Santos Laguna          | LMX                  | 31         | 13         | CM              | 4               | 3               | -                  | -                  | -                  | -           | -           | -           | 35     | 16     |
| 2017-2018            | Santos Laguna          | LMX                  | 37         | 7          | CM              | 10              | 5               | -                  | -                  | -                  | -           | -           | -           | 47     | 12     |
| 2018-gen.2019        | Santos Laguna          | LMX                  | 19         | 9          | CM              | 1               | 0               | -                  | -                  | -                  | SM          | 1           | 0           | 21     | 9      |
| Totale Santos Laguna | Totale Santos Laguna   | Totale Santos Laguna | 87         | 29         |                 | 15              | 8               |                    | -                  | -                  |             | 1           | 0           | 103    | 37     |
| gen.-giu.2019        | Cruz Azul              | LMX                  | 18         | 1          | CM              | 5               | 2               | -                  | -                  | -                  | -           | -           | -           | 23     | 3      |
| 2019-2020            | Cruz Azul              | LMX                  | 24         | 16         | CM              | 0               | 0               | CCL+LC             | 1+2                | 1+1                | -           | -           | -           | 27     | 18     |
| 2020-2021            | Cruz Azul              | LMX                  | 41         | 24         | CpM             | 5               | 3               | CCL                | 2                  | 0                  | -           | -           | -           | 48     | 27     |
| Totale Cruz Azul     | Totale Cruz Azul       | Totale Cruz Azul     | 83         | 41         |                 | 10              | 5               |                    | 5                  | 2                  |             | -           | -           | 98     | 48     |
| Totale carriera      | Totale carriera        | Totale carriera      | 145        | 47         |                 | 18              | 8               |                    | 11                 | 4                  |             | 1           | 0           | 175    | 59     |

### Cronologia presenze e reti in nazionale
| Cronologia completa delle presenze e delle reti in nazionale ― Uruguay | Cronologia completa delle presenze e delle reti in nazionale ― Uruguay | Cronologia completa delle presenze e delle reti in nazionale ― Uruguay | Cronologia completa delle presenze e delle reti in nazionale ― Uruguay | Cronologia completa delle presenze e delle reti in nazionale ― Uruguay | Cronologia completa delle presenze e delle reti in nazionale ― Uruguay | Cronologia completa delle presenze e delle reti in nazionale ― Uruguay | Cronologia completa delle presenze e delle reti in nazionale ― Uruguay |
| Data                                                                   | Città                                                                  | In casa                                                                | Risultato                                                              | Ospiti                                                                 | Competizione                                                           | Reti                                                                   | Note                                                                   |
| ---------------------------------------------------------------------- | ---------------------------------------------------------------------- | ---------------------------------------------------------------------- | ---------------------------------------------------------------------- | ---------------------------------------------------------------------- | ---------------------------------------------------------------------- | ---------------------------------------------------------------------- | ---------------------------------------------------------------------- |
| 10-10-2014                                                             | Gedda                                                                  | Arabia Saudita                                                         | 1 – 1                                                                  | Uruguay                                                                | Amichevole                                                             | -                                                                      | 62’                                                                    |
| 13-10-2014                                                             | Mascate                                                                | Oman                                                                   | 0 – 3                                                                  | Uruguay                                                                | Amichevole                                                             | 1                                                                      | 46’                                                                    |
| 13-11-2014                                                             | Montevideo                                                             | Uruguay                                                                | 3 – 3 (6 – 7 dtr)                                                      | Costa Rica                                                             | Amichevole                                                             | -                                                                      | 71’                                                                    |
| 19-11-2014                                                             | Santiago del Cile                                                      | Cile                                                                   | 1 – 2                                                                  | Uruguay                                                                | Amichevole                                                             | -                                                                      | 84’                                                                    |
| 28-3-2015                                                              | Agadir                                                                 | Marocco                                                                | 0 – 1                                                                  | Uruguay                                                                | Amichevole                                                             | -                                                                      | 60’                                                                    |
| 7-6-2015                                                               | Montevideo                                                             | Uruguay                                                                | 5 – 1                                                                  | Guatemala                                                              | Amichevole                                                             | -                                                                      | 68’                                                                    |
| 24-6-2015                                                              | Santiago del Cile                                                      | Cile                                                                   | 1 – 0                                                                  | Uruguay                                                                | Coppa America 2015 - Quarti di finale                                  | -                                                                      | 85’                                                                    |
| 4-9-2015                                                               | Panama                                                                 | Panama                                                                 | 0 – 1                                                                  | Uruguay                                                                | Amichevole                                                             | -                                                                      | 46’                                                                    |
| 9-9-2015                                                               | San José                                                               | Costa Rica                                                             | 1 – 0                                                                  | Uruguay                                                                | Amichevole                                                             | -                                                                      | 62’                                                                    |
| 16-10-2018                                                             | Saitama                                                                | Giappone                                                               | 4 – 3                                                                  | Uruguay                                                                | Amichevole                                                             | 1                                                                      | 46’                                                                    |
| 16-11-2018                                                             | Londra                                                                 | Brasile                                                                | 1 – 0                                                                  | Uruguay                                                                | Amichevole                                                             | -                                                                      | 77’                                                                    |
| 20-11-2018                                                             | Saint-Denis                                                            | Francia                                                                | 1 – 0                                                                  | Uruguay                                                                | Amichevole                                                             | -                                                                      | 74’                                                                    |
| 22-3-2019                                                              | Nanning                                                                | Uruguay                                                                | 3 – 0                                                                  | Uzbekistan                                                             | Amichevole                                                             | -                                                                      | 77’                                                                    |
| 25-3-2019                                                              | Nanning                                                                | Thailandia                                                             | 0 – 4                                                                  | Uruguay                                                                | Amichevole                                                             | -                                                                      | 60’                                                                    |
| 8-6-2018                                                               | Montevideo                                                             | Uruguay                                                                | 3 – 0                                                                  | Uzbekistan                                                             | Amichevole                                                             | -                                                                      | 75’                                                                    |
| 24-6-2019                                                              | Rio de Janeiro                                                         | Cile                                                                   | 0 – 1                                                                  | Uruguay                                                                | Coppa America 2019 - 1º turno                                          | -                                                                      | 76’                                                                    |
| 7-9-2019                                                               | San José                                                               | Costa Rica                                                             | 1 – 2                                                                  | Uruguay                                                                | Amichevole                                                             | -                                                                      | 62’ 90’                                                                |
| 10-9-2019                                                              | Saint Louis                                                            | Stati Uniti                                                            | 1 – 1                                                                  | Uruguay                                                                | Amichevole                                                             | -                                                                      | 87’                                                                    |
| 12-10-2019                                                             | Montevideo                                                             | Uruguay                                                                | 1 – 0                                                                  | Perù                                                                   | Amichevole                                                             | -                                                                      | 75’                                                                    |
| 15-10-2019                                                             | Lima                                                                   | Perù                                                                   | 1 – 1                                                                  | Uruguay                                                                | Amichevole                                                             | 1                                                                      | 46’                                                                    |
| 8-10-2020                                                              | Montevideo                                                             | Uruguay                                                                | 2 – 1                                                                  | Cile                                                                   | Qual. Mondiali 2022                                                    | -                                                                      | 76’                                                                    |
| 13-10-2020                                                             | Quito                                                                  | Ecuador                                                                | 4 – 2                                                                  | Uruguay                                                                | Qual. Mondiali 2022                                                    | -                                                                      | 63’                                                                    |
| 13-11-2020                                                             | Barranquilla                                                           | Colombia                                                               | 0 – 3                                                                  | Uruguay                                                                | Qual. Mondiali 2022                                                    | -                                                                      | 70’                                                                    |
| 17-11-2020                                                             | Montevideo                                                             | Uruguay                                                                | 0 – 2                                                                  | Brasile                                                                | Qual. Mondiali 2022                                                    | -                                                                      | 70’ 76’                                                                |
| 3-6-2021                                                               | Montevideo                                                             | Uruguay                                                                | 0 – 0                                                                  | Paraguay                                                               | Qual. Mondiali 2022                                                    | -                                                                      | 66’                                                                    |
| 8-6-2021                                                               | Caracas                                                                | Venezuela                                                              | 0 – 0                                                                  | Uruguay                                                                | Qual. Mondiali 2022                                                    | -                                                                      | 46’                                                                    |
| 21-6-2021                                                              | Cuiabá                                                                 | Uruguay                                                                | 1 – 1                                                                  | Cile                                                                   | Coppa America 2021 - 1º turno                                          | -                                                                      | 85’                                                                    |
| 2-9-2021                                                               | Lima                                                                   | Perù                                                                   | 1 – 1                                                                  | Uruguay                                                                | Qual. Mondiali 2022                                                    | -                                                                      | 46’                                                                    |
| 16-11-2021                                                             | La Paz                                                                 | Bolivia                                                                | 3 – 0                                                                  | Uruguay                                                                | Qual. Mondiali 2022                                                    | -                                                                      | 46’                                                                    |
| 24-3-2023                                                              | Tokyo                                                                  | Giappone                                                               | 1 – 1                                                                  | Uruguay                                                                | Amichevole                                                             | -                                                                      | 84’                                                                    |
| 28-3-2023                                                              | Seul                                                                   | Corea del Sud                                                          | 1 – 2                                                                  | Uruguay                                                                | Amichevole                                                             | -                                                                      | 89’                                                                    |
| Totale                                                                 |                                                                        | Presenze                                                               | 31                                                                     |                                                                        | Reti                                                                   | 3                                                                      |                                                                        |

## Palmarès

### Club
- Campionato messicano: 1

América: Apertura 2023